# Univerzita Ohio
Univerzita Ohio (Ohio University) je veřejná výzkumná univerzita v USA se sídlem ve městě Athény ve státě Ohio. Byla založena v roce 1804, je to nejstarší univerzita v Ohiu a patří mezi nejstarší veřejné univerzity ve Spojených státech.
Univerzita Ohio nabízí více než 250 oblastí vysokoškolského studia a také možnosti získání certifikátů, magisterských a doktorských titulů. Na podzim 2020 byl celkový počet studentů univerzity v Athénách více než 18 000.

## Historie
Univerzita Ohio byla zřízena na základě nařízení Kongresu Spojených států z roku 1787. Za zakladatele školy jsou považováni kongregační duchovní Manasseh Cutler (1742–1823) a brigádní generál Rufus Putnam (1738–1824), který byl také prvním správcem univerzity. Její původní název byl Americká západní univerzita (American Western University), ale škola pod tímto názvem nebyla provozována. V roce 1797 bylo určeno místo pro budoucí školu, v roce 1802 byl udělen souhlas územní vlády se zřízením univerzity a 18. února 1804, jedenáct měsíců poté, co se Ohio stalo 17. státem USA, byla Univerzita Ohio novým státem oficiálně uznána a její charta byla potvrzena.
První tři studenti se zapsali v roce 1809, první dva bakalářské tituly byly uděleny v roce 1815.
Mezi lety 1843 a 1848 byla Univerzita Ohio uzavřena. Ženy byly poprvé přijaty v roce 1868. V roce 1870 byla v Columbusu založena Ohijská státní univerzita a v dalších letech se uvažovalo o i degradaci Univerzity Ohio na úroveň tzv. přípravné školy (college-preparatory school), resp. o omezení státní podpory.
Až 20. století přineslo významný nárůst počtu studentů i rozvoj výzkumných zařízení Univerzity Ohio. Mezi lety 1955 a 1970 se počet studentů ztrojnásobil ze 7 000 na 20 000. Univerzitní kampus se rozrostl výstavbou nových kolejí s učebnami, výzkumnými pracovišti i rozhlasovými a televizními stanicemi.
Univerzita Ohio se řadí mezi 25 největších rezidenčních univerzitních kampusů ve Spojených státech a poté, co v 90. letech 20. století získala další nemovitosti, je i pátou největší v celkové velikosti kampusu.

### Zakladatelé

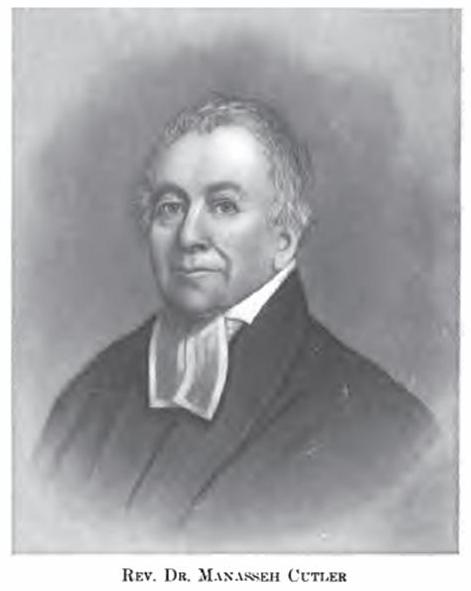
Manasseh Cutler (1742–1823)
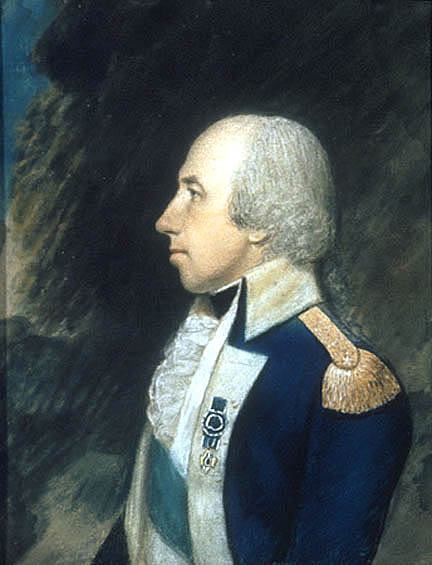
Rufus Putnam (1738–1824)